# Рафаїл Мишка-Холоневський
Рафаїл Мишка-Холоневський гербу Корчак (пол. Rafał Myszka z Chołoniowa Chołoniewski herbu Korczak) (бл. 1750 — 1819) — шляхтич, граф, урядник Королівства Польського та монархії Габсбургів. Представник роду Мишок-Холоневських.

## Життєпис
Батько — Адам Мишка-Холоневський, каштелян буський, староста коломийський і щуровецький, мати — Саломея з Контських гербу Брохвич.
Завдяки добрій освіті та іншого роду знанням його шанували сучасники. Спочатку підтримував Конституцію 3 травня, але потім перейшов до табору прихильників короля. Брав участь у Торговицькій конфедерації (1792). Кавалер польських орденів Білого Орла та Святого Станіслава. Займав уряди мечника великого коронного (з 1793), коломийського (1773 викупив в австрійського уряду), літинського (викупив у 1789 (чи 1784) році у Потоцького) і дубненського (з 1780) старости. Його обирали послом на сейми Речі Посполитої, зокрема, у 1778 році від Подільського воєводства. Після розборів Речі Посполитої перейшов на австрійську службу й 30 березня 1798 року імператор Священної Римської імперії Франц II надав йому, з братами Ігнацієм та Францішком Ксаверієм, графський титул Королівства Галичини і Володимирії.
Після смерти дружини відійшов від політичного життя, багато часу присвячував релігійним практикам.

## Родина
Дружина — Катажина Жищевська гербу Побуг (пол. Katarzyna Rzyszczewska herbu Pobóg) (трагічно загинула в 1793), дочка любачівського каштеляна Войцеха Жищевського й Маріанни Суської. Діти:
- Станіслав (1791—1846) — літератор, теолог, релігійний діяч.[4],
- Андрій-Стефан (1793—1853 чи 1856) — маршалок шляхти Літинського повіту, отримав підтвердження свого графського титулу в Російській імперії 28 січня 1842 і 21 грудня 1849.
- Емілія — дружина графа Миколая Грохольського, губернатора подільського
- Марія Цецилія — черниця-візитка.